# Lophodermium apiculatum
Lophodermium apiculatum är en svampart som först beskrevs av Wormsk. ex Fr., och fick sitt nu gällande namn av Duby 1883. Lophodermium apiculatum ingår i släktet Lophodermium och familjen Rhytismataceae.   Inga underarter finns listade i Catalogue of Life.